# アイルランド島
アイルランド島（アイルランドとう、英語:Island of Ireland、アイルランド語:Éire）は、ヨーロッパ大陸の北西沖に位置し、アイリッシュ海を挟んで東にグレートブリテン島に接する、ヨーロッパで3番目に大きな島である。面積は8万4421km2で、北海道本島の約1.08倍の面積であり、世界では20番目に大きな島である。
南北450km、東西260kmで、中央部の低地を丘陵地帯が取り囲む地形で海岸線は7527㎞にも及ぶ。山は全体的に低く南西部にあるカラントゥール山が1041mで最も高い。島内最長の河川シャノン川が北東から南西に流れ、無数の湖を有する。気候は、西の大西洋を北上してきた北大西洋海流（メキシコ湾流の延長）の影響で温暖である。
古くはローマ人にヒベルニア（Hibernia; ラテン語で「冬の国」「冬の土地」の意）と呼ばれていた。アイルランド英語では、エリンと呼ばれる。
政治的には、ダブリンを首都とする南西部大半のアイルランド共和国と、ベルファストを首都とする北部の北アイルランド（アルスターの一部）に分かれ、北アイルランドはグレートブリテン島のイングランド・スコットランド・ウェールズとともにグレートブリテンおよび北アイルランド連合王国（イギリス）を構成する。

## 地方区分
アイルランド島は北のアルスター、東のレンスター、南のマンスター、西のコノートに大きく分かれる。